# (4550) Royclarke
(4550) Royclarke (1977 HH1) – planetoida z pasa głównego asteroid okrążająca Słońce w ciągu 5,53 lat w średniej odległości 3,12 j.a. Odkryta 24 kwietnia 1977 roku.